# Medicine Bow River

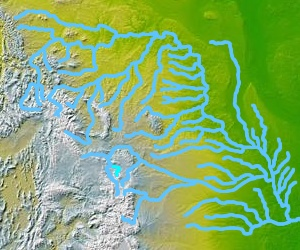
Missouriflodens avrinningsområde med Medicine Bow River markerad i ljusblått.

Medicine Bow River är en 269 kilometer lång flod i södra delen av den amerikanska delstaten Wyoming. Floden utgör en biflod till North Platte River och tillhör därmed Platte Rivers, Missouriflodens och Mississippiflodens avrinningsområden.
Floden har sin källa vid North Gap Lake i Snowy Range, i sydöstra Carbon County. Den rinner norrut förbi Elk Mountain och sedan åt nordost, för att sedan vika av åt nordväst förbi staden Medicine Bow, Wyoming, mellan Shirley Mountains och Medicine Bow Mountains. I närheten av staden Medicine Bow flyter floden samman med sina två största biflöden, Rock Creek och Little Medicine Bow River, för att sedan fortsätta västerut. I Seminoereservoaren flyter den samman med North Platte River, och flodens sista 16 kilometer är en av reservoarens armar.